# بز بوئر

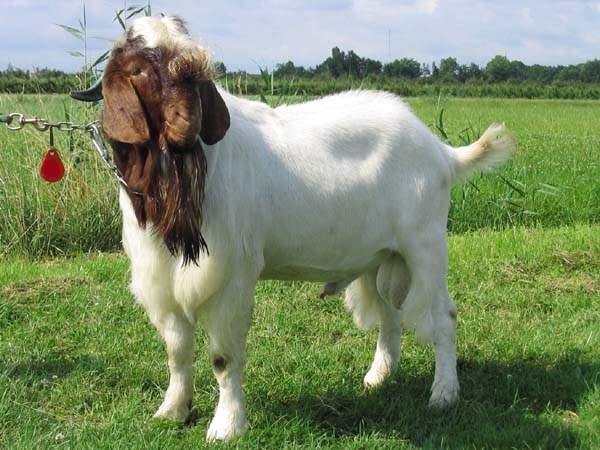
بز نر بوئر

بز بوئر یکی از نژادهای بز است. این نژاد برای نخستین بار در ابتدای قرن بیستم در آفریقای جنوبی معرفی شد. واژه بوئر در زبان آفریکانس به معنای کشاورز است. اکنون بز بوئر در کشورهای بسیاری پرورش می‌یابد. هدف اصلی از پرورش این بز تولید گوشت است. وزن این بز تا ۱۲۰ کیلو می‌رسد. بز بوئر معمولاً بدنی سفید و سر و گردنی قهوه‌ای رنگ دارد.

## تغذیه
هزینه مربط به تغذیه بالاترین هزینه مربوط به پرورش بز است که تقریباً ۶۰٪ یا شاید بیشتر از کل هزینه‌های تولید را شامل می‌شود. با این حال، تغذیه اهمیت بسیار زیادی دارد و مهم‌ترین عامل در تولید مثل بز، تولید شیر و رشد بزغاله است. مراتع ارزان‌ترین منابع خوراک برای تولید بز هستند اما مرتع به تنهایی برای پرواربندی بزها کافی نیست؛ بنابراین، دانشمندان و همچنین افرادی که مستقیماً در صنعت کشاورزی فعالیت می‌کنند باید راه‌های جدیدی برای بهبود تغذیه دام بیابند. مدیریت تغذیه مهم‌ترین جنبه دامپروری و شاید گرانترین جنبه ای است که کشاورز باید به آن توجه کند. برای پرورش بز با هزینه کم، تولیدکننده می‌تواند استفاده از علوفه را به حداکثر برساند. با این حال، بز به خوراک مناسب نیاز دارد و برای دستیابی به حداکثر پتانسیل نیاز به تعادل بهینه از مواد مغذی مختلف دارد. بزهای گوشتی مانند بزهای بوئر مانند سایر دام‌ها پروار نمی‌شوند وبه مواد باارزش غذایی بیشتر نیاز دارند؛ بنابراین با مدیریت تغذیه ای مناسب می‌توان به یک صنعت گوشت بز موفق دست یافت.

## مزایای پرورش بز
بزها تولیدکننده طیف وسیعی از محصولات هستند و نوع تغذیه استفاده شده برای بزها نیز از تنوع بیشتری برخوردار است و این امر سبب افزایش سازگاری این حیوان با انواع شرایط آب و هوایی است. مزایای زیست‌محیطی پرورش بز جلوگیری از گسترش علف‌های هرز مضر و ترویج رشد گونه‌های رویشی محلی به دلیل نحوه خاص چرای بز است. بزها نسبت به نشخوارکنندگان بزرگ مانند گاو در مصرف آب نیز کارآمدتر هستند. در مجموع پرورش بز را می‌توان سودآور و پایدار و آینده صنعت دامپروری دانست. گوشت بز در مقایسه با گوشت گاو، گوسفند و سایر منابع پروتئین حیوانی جایگاه مناسبی را در ایران به‌دست نیاورده است و شاید یکی از دلایل آن عدم بازارپسندی و سازگاری با ذائقه مردم باشد. براساس کتاب راهنمای تغذیه و پرورش بز نژاد بوئر بااستفاده ازنژادهای با کیفیت گوشت مناسب مانند بز نژاد بوئر، استفاده از روش‌های نوین تغذیه ای و همچنین اصول صحیح طبخ می‌توان این معضل را برطرف کرد. قیمت ارزان‌تر گوشت بز و مقاومت بیشتر بز نسبت به گوسفند یک مزیت می‌باشد. مزیت دیگر گوشت بز کم چرب بودن آن است. از دیگر معیارها برای تفاوت گوشت گوسفند و بز در رنگ گوشت آنها است. به طوری که رنگ گوشت بز نسب به گوسفند تندتر است. همچنین گوشت بز پس از کشتن دچار تغییر رنگ کمتری است. از دیگر تفاوت گوشت گوسفند و بز، وضعیت گوشت این دو پس از پختن است. پس از پختن گوشت بز میزان آبی که این گوشت از دست می‌دهد در مقایسه با گوشت گوسفند کمتر می‌باشد و همچنین گوشت بز پس از پختن با افت کمتری نسبت به گوسفند روبرو می‌شود. گوشت بز حاوی مواد مغذی فراوانی است و مصرف گوشت بز تأثیر زیادی بر کاهش خطر التهاب رنگ‌های خونی در افراد دارد گوشت بز به دلیل دارا بودن ماده ارزشی به نام CLA یا لینولئیک اسید مزدوج (نوعی اسید چرب) می‌تواند تا حد زیادی مانع از بروز التهاب در رگ‌های خونی فرد شود. گوشت بز به دلیل دارا بودن CLA و وجود ویتامین‌های گروه ب در پیشگیری از بروز سرطان بسیار موثراست.